# Николай Г. Попов (преводач)
Вижте пояснителната страница за други личности с името Николай Попов.
Николай Герасимов Попов (1918 – 1990) е български преводач, поет, журналист.

## Биография
Николай Попов е роден на 22 юли 1918 година в село Меричлери. Завършва Американския колеж в София, където се запознава с бъдещата си съпруга поетесата и преводачка Леда Милева.
Николай Попов е автор и на собствена поезия. Има изяви и като режисьор.
Умира на 23 август 1990 г. в София.

## Преводи
- Етел Лилиан Войнич, Стършел. Превод от английски Леда Милева и Николай Попов. София: Отечество, 1979
- Джон Чийвър, Крадецът от Шейди Хил. Превод от английски Николай Попов. София: Народна култура, 1981
- Боб Дилън, Камбаните на свободата. Превод от английски Николай Попов и Леда Милева. Пловдив: Христо Г. Данов, 1984, 84 с.
- Франсис Скот Фицджералд, Леденият дворец. Превод от английски Николай Попов. – В: Избрани творби в три тома, том II. София: Народна култура, 1986
- Франсис Скот Фицджералд, Първи май. Превод от английски Николай Попов. – В: Избрани творби в три тома, том II. София: Народна култура, 1986

Заедно със съпругата си Леда Милева е съставител и преводач и на четири антологии с поезия:
- „Американски поети“ (1970),
- „Американски негърски поети“ (1975),
- „Нощен дъжд. Съвременна английска поезия“ (1980),
- „Африкански гласове“ (1987)
  - „Африканска поезия: Там, където свършва дъгата“